# Lambsborn
Lambsborn település Németországban, Rajna-vidék-Pfalz tartományban. Lakosainak száma 714 fő (2023. december 31.).

## Népesség
A település népességének változása:
| Lakosok száma | 736  | 722  | 721  | 717  | 703  | 701  | 714  |
|               | 1975 | 2014 | 2017 | 2019 | 2021 | 2022 | 2023 |